# Leandro Domingues
Leandro Domingues Barbosa (Vitória da Conquista, 24 augustus 1983 – Salvador, 1 april 2025) was een Braziliaans voetballer.

## Carrière
Leandro Domingues speelde tussen 2001 en 2009 voor Vitória, Cruzeiro en Fluminense. Hij tekende in 2010 bij Kashiwa Reysol.
Domingues overleed op 1 april 2025 aan zaadbalkanker op 41-jarige leeftijd